# Зимняя война (фильм)
«Зи́мняя война́» (фин. Talvisota) — финский художественный фильм 1989 года по роману Антти Туури, посвящённый событиям советско-финской войны 1939—1940 годов. В фильме использовано множество военной техники времён Второй мировой войны: танки Т-26, бомбардировщики СБ, истребители И-16 и так далее.

## Сюжет
В центре внимания — судьба группы финских солдат-резервистов, призванных на манёвры в 1939 году и оказавшихся в 23-м пехотном полку, в водовороте военных действий. В попытках отразить атаки советских войск и при этом выжить самим многие из них погибают. Фильм заканчивается на моменте прекращения огня между силами сторон в 1940 году.

## В ролях

### Главные персонажи
| Актёр              | Роль                                 |
| ------------------ | ------------------------------------ |
| Танели Мякеля      | рядовой Мартти Хакала                |
| Веса Вирикко       | 2-й лейтенант Юсси Кантола           |
| Тимо Торикка       | рядовой Пентти Саари                 |
| Хейкки Паавилайнен | рядовой Вильхо Эрккиля               |
| Антти Райвио       | капрал Эркки Сомппи                  |
| Эско Коверо        | капрал медицинской службы Юхо Пернаа |
| Мартти Суосало     | рядовой Арви Хухтала                 |
| Маркку Хухтамо     | рядовой Аатос Лайтила                |
| Матти Оннисмаа     | капрал Вейкко Корпела                |
| Конста Мякеля      | рядовой Пааво Хакала                 |
| Томи Салмела       | рядовой Матти Илинен                 |

| Актёр            | Роль                                                 |
| ---------------- | ---------------------------------------------------- |
| Самули Эдельманн | рядовой Маури Хаапасало                              |
| Веса Мякеля      | лейтенант Йорьё Хаависто                             |
| Аарно Сулканен   | капитан/майор, ком.бат. Каарло Сихво                 |
| Кари Кильстрём   | лейтенант Йорма Потила                               |
| Эско Никкари     | рядовой Йорьё Аланен                                 |
| Эско Салминен    | подполковник, командир 23-го пех.полка Матти Лаурила |
| Ари-Кёсти Сеппо  | рядовой Ахти Саари                                   |
| Кари Сорвали     | фельдфебель Ханну Ютила                              |
| Вилле Виртанен   | 2-й лейтенант Яакко Раяла                            |
| Ээро Меласниеми  | рядовой Эйно Нисула                                  |
| Пертти Свехольм  | рядовой Антти Йоуппи                                 |

### Второстепенные персонажи
| Актёр             | Роль                                     |
| ----------------- | ---------------------------------------- |
| Леена Суому       | мать Мартти и Пааво Лийса Хакала         |
| Теему Коскинен    | младший брат Мартти и Пааво Юсси Хакала  |
| Пиркко Хямяляйнен | жена Мартти Марьятта Хакала              |
| Тарья Хейнула     | невеста Пааво и сестра Матти Анна Илинен |
| Калеви Кахра      | отец Анны и Матти                        |
| Хелена Хаависто   | мать Анны и Матти                        |
| Эса Сувилехто     | карельский мужчина                       |
| Миитта Сорвали    | карельская женщина                       |
| Лея Клемола       | Айно                                     |

## Награды и номинации
Режиссёр Пекка Парикка был номинирован на Золотого медведя в номинации «Лучший режиссёр» на 40-м Берлинском международном кинофестивале в 1990 году.
На Jussi Awards (главной кинопремии Финляндии) в том же году фильм получил шесть наград:
- Лучший актёр: Танели Мякеля
- Лучший координатор: Раймо Миккола
- Лучшая режиссура: Пекка Парикка
- Лучшая музыка: Юха Тикка
- Лучший звукозаписи: Пол Юрала
- Лучший актёр второго плана: Веса Вирикко

Также Танели Мякеля также выиграл в номинации «Лучший актёр» за роль в фильме на Северном кинофестивале в Руане.